# Решетка (приток Барыша)
Решетка — река в России, протекает по Барышскому району Ульяновской области. Устье реки находится в 197 км по левому берегу реки Барыш. Длина реки составляет 16 км.
На реке стоят населённые пункты Малохомутёрского сельского поселения
Вдоль реки проходит железнодорожная линия Рузаевка — Сызрань Куйбышевской железной дороги.

## Данные водного реестра
По данным государственного водного реестра России относится к Верхневолжскому бассейновому округу, водохозяйственный участок реки — Сура от Сурского гидроузла и до устья реки Алатырь, речной подбассейн реки — Сура. Речной бассейн реки — (Верхняя) Волга до Куйбышевского водохранилища (без бассейна Оки).
Код объекта в государственном водном реестре — 08010500312110000037088.